# Prick
Prick é o sexto álbum da banda Melvins, lançado em 1994 pela gravadora Amphetamine Reptile Records. Pelo fato de os Melvins já ter um contrato assinado com a Atlantic na época, Prick foi lançado com o nome da banda de forma refletida.
O disco apresenta uma sonoridade experimental bem distinta, levando o vocalista Buzz Osborne a declarar em uma entrevista que Prick é "um disco totalmente ruim e barulhento que gravamos unicamente com o intuito de que fosse esquisito. Uma grande besteira, totalmente uma piada".
A banda queria pôr o nome Kurt Kobain ao disco, mas teve que mudar de ideia após a morte de Cobain para evitar que pudessem confundi-lo com um álbum tributo. Os Melvins chegou a comentar, em tom de piada, que Kurt Cobain seria ele mesmo o "prick" (imbecil, em inglês), porque ele morreu, forçando a banda a mudar o nome do álbum.

## Lista de faixas
Todas as músicas compostas pelos Melvins.
1. "How About" – 4:15
2. "Rickets" – 1:20
3. "Pick It n' Flick It" – 1:39
4. "Montreal" – 4:09
5. "Chief Ten Beers" – 6:28
6. "Underground" – 2:19
7. "Chalk People" – 1:16
8. "Punch the Lion" – 3:14
9. "Pure Digital Silence" – 1:32
10. "Larry" – 2:59
11. "Roll Another One" – 14:20

## Ficha técnica

### Melvins
- Mark Deutrom - baixo, guitarra, produtor
- Dale Crover - bateria, produtor
- Buzz Osborne - guitarra, vocais, produtor

### Equipe auxiliar
- Konstantin Johannes - engenheiro de som
- Mackie Osborne - arte